# Google Chrome
Google Chrome is een webbrowser ontwikkeld door Google. Google Chrome maakt gebruik van het op WebKit gebaseerde Blink en ook van andere openbronsoftware, vooral die van Mozilla. Google Chrome is gebaseerd op Chromium, een openbronproject van Google. Google Chrome is voor verschillende besturingssystemen geschikt, waarvan de laatste versies niet steeds tegelijk worden uitgebracht. De updates zijn recent.
Het besturingssysteem Chrome OS is gebaseerd op Google Chrome. Google Chrome en Chrome OS bevatten geslotenbron-projecten.

## Introductie en marktaandeel

Marktaandeel van webbrowsers, Google Chrome in het groen.

De bètaversie werd publiek beschikbaar gesteld op 2 september 2008. In eerste instantie was Google Chrome gemaakt voor Windows en op 8 december 2009 werd er een bètaversie beschikbaar gesteld voor macOS. Ondertussen is er ook een versie voor Linux beschikbaar. De eerste officiële Linux- en macOS Alpha-versies zijn sinds 4 juni 2009 beschikbaar. De versie voor Android is beschikbaar sinds 7 februari 2012.
Voor de browser wordt veel reclame gemaakt, zoals via een permanente banner op YouTube, billboards op gebouwen en advertenties in kranten en bladen. Volgens StatCounter werd Google Chrome in maart 2022 door 55,72% procent van de Nederlandse internetsurfers gebruikt als webbrowser en door 64,53% van de internetgebruikers in de wereld, waardoor Google Chrome van alle webbrowsers de meest gebruikte is.

## Functies
Google Chrome beschikt over volgende mogelijkheden:
- V8-JavaScript-VM voor het uitvoeren van JavaScript-code.
- Webpagina's laden met Blink, een fork van WebKit.
- Geavanceerde mogelijkheden met betrekking tot webapplicaties.
- filter tegen phishing en malware, maakt gebruik van Google Safe Browsing.
- Iedere tab en plug-in wordt in een eigen proces uitgevoerd; dit komt de stabiliteit ten goede en voorkomt het opeisen van te veel werkgeheugen.[13] Wanneer een webpagina een proces laat vastlopen, dan kan dit beëindigd worden via het ingebouwde taakbeheer van Chrome (te vergelijken met het taakbeheer van een besturingssysteem). De overige tabbladen kunnen daardoor blijven worden gebruikt zonder dat de browser opnieuw moet worden opgestart. Daarnaast kan een tabblad worden versleept en in een apart venster worden gedraaid.
- Modus voor anoniem surfen waarin er geen informatie over het surfgedrag van de gebruiker wordt opgeslagen. Cookies en de lijst met bezochte pagina's worden verwijderd zodra het venster wordt gesloten.
- Volledig scherm F11, zo kan de focus op de webpagina worden gelegd en niet op de browser zelf. Deze modus met JavaScript kan via de fullscreen-API van HTML5 worden opgeroepen.
- Ingebouwde, beperkte[14] pdf-lezer, closed source
- Synchronisatie met Chrome op andere computersystemen; de applicaties, het auto-aanvullen, de bladwijzers, de extensies, de voorkeuren, de thema's en de tabbladen worden gesynchroniseerd.
- Automatische updates: Google Chrome maakt gebruik van Google Update om een update of upgrade automatisch uit te voeren.

### Standaarden
- Ondersteuning voor HTML5: notificaties, validatie voor webformulieren (niet volledig), audio, video en fullscreen-API.
- HTML 4.01, CSS 2.1/3, MathML, SVG, PNG, JPEG, WebP, WebM
- Do-not-track-optie, waarmee gevraagd wordt aan websitebouwers om trackingmogelijkheden uit te schakelen via een HTTP-aanvraag.
- TLS 1.2, sinds Chrome 29
- Tabindicators: duiden aan of de tab geluid afspeelt, de webcam gebruikt wordt en of er gecast wordt.[15] Deze kunnen eventueel aanklikbaar zijn, bijvoorbeeld om een tabblad te dempen.

## Licentie
De broncode van Chromium wordt vrijgegeven onder een BSD-licentie. De ingebouwde pdf-lezer, die ook het afdrukvoorbeeld in Chrome verzorgt, is echter closed source, dus niet beschikbaar in Chromium.
Gebruikers van Google Chrome moeten akkoord gaan met de Google Chrome - Servicevoorwaarden.
Een artikel op Slashdot heeft de aandacht gevestigd op een passage in deze voorwaarden:

Door het verstrekken, publiceren of weergeven van Inhoud door of via de Services, verleent u Google een eeuwigdurende, onherroepelijke, wereldwijde, royaltyvrije en niet-exclusieve licentie op het reproduceren, aanpassen, wijzigen, vertalen, publiceren, verspreiden, publiekelijk uitvoeren en weergeven van deze Inhoud.

De passage in kwestie scheen een misverstand te zijn, afkomstig uit de algemene voorwaarden die Google in het algemeen gebruikt voor zijn producten.
Google heeft sindsdien deze passage uit de licentievoorwaarden verwijderd. De wijziging zal met terugwerkende kracht gelden voor alle Google Chrome-gebruikers.
Een gebruiker die deze overeenkomst niet wil onderschrijven kan ze omzeilen door de broncode te downloaden en zelf te compileren. Voor de Windowsversie vereist dit Microsoft Visual Studio 2005. Men kan ook een versie gebruiken die door iemand anders gecompileerd is. Deze zelfgebouwde versies moeten Chromium genoemd worden, niet Chrome.

## Veiligheid
Hoewel Chrome meermaals voor de veiligheid werd aangeprezen, werd het door Secunia begin 2013 afgeschreven als de software met de meeste beveiligingslekken (in Windows). Met 291 beveiligingslekken was Chrome koploper, boven concurrent Firefox met 257 lekken. Microsofts Internet Explorer bleek slechts 41 lekken te hebben.